# Hemiboea longzhouensis
Hemiboea longzhouensis är en tvåhjärtbladig växtart som beskrevs av Wen Tsai Wang och Z.Y. Li. Hemiboea longzhouensis ingår i släktet Hemiboea och familjen Gesneriaceae. Inga underarter finns listade i Catalogue of Life.